# 한현배
한현배(1945년~)는 대한민국의 성우이다. 1961년 EBS 특기 성우로 데뷔하였다.

## 주요 출연작품

### 애니메이션
- 백수왕 고라이온 (동양비디오) - 다이바자르
- 광속전신 알베가스 (동양비디오) - 김철규 박사(홍승택 교수)
- 유도보이 (동양비디오) - 샤도우맨일당3, 애꾸눈

### 드라마
- 《머슴아와 가이내》(KBS2)
- 《검생이의 달》(KBS2)
- 《92' 고래 사냥》(KBS2)
- 《희망》(KBS2)
- 《회전목마》 (KBS1)
- 《파천무》(KBS2) - 엄자치 역
- 《웨딩드레스》 (KBS2)
- 《순수》 (KBS2) - 방송국 경비원 역
- 《순심이》(KBS2)
- 《개국》(KBS1) - 정득후 역 - 고려의 무신
- 《신 손자병법 (KBS)
- 《초혼가》(KBS1)
- 《사랑》 (KBS1) - 한부장 역
- 《그대 나를 부를 때》(KBS2)
- 《안중근》(SBS) - 엄인섭 역
- 《지금 평양에선》(KBS1)
- 《마음》(KBS1)
- 《TV 손자병법》(KBS2)
- 《서울뚝배기》(KBS1) - 이봉갑이 일하는 홍콩반점 중화요리집 주인 역
- 《독립문》(KBS1) - 김종화 역
- 《풍운》(KBS1) - 이규완 역
- 《종이학》(KBS2)
- 《전설의 고향 - 1996년》(KBS2)
- 《찬란한 여명》(KBS1) - 심동신 역
- 《전설의 고향 - 1998년》 (KBS2)
- 《아씨》 (KBS2)
- 《역사의 라이벌》(KBS1)
- 《KBS TV 문학관》(KBS1)
- 《인간극장》(KBS1)

### 영화
- 《랏슈》 - 민 형사 역
- 《엘리베이터 올라타기》- 형사A 역
- 《고금소총》 - 민대감 역